# Eupithecia modicata
Eupithecia modicata är en fjärilsart som beskrevs av Jacob Hübner 1808. Eupithecia modicata ingår i släktet Eupithecia och familjen mätare. Inga underarter finns listade i Catalogue of Life.